# San Isidro de El General
San Isidro de El General är en stad i Costa Rica. 2011 hade den 45 327 invånare.